# 조선민주주의인민공화국의 국가원수 배우자
조선민주주의인민공화국의 국가원수 배우자 목록은 다음과 같다. 혼인 기간 당시에는 조선민주주의인민공화국의 국가원수의 배우자가 아니었어도, 이후에 정식 국가원수에 오른 경우도 이 목록에 포함된다.

## 김일성의 배우자 및 첩
- 한성희(1918~1973[1]): 별명은 한옥봉, 옥봉이, 중국 왕청 하마탕향 출생, 왕청 보신소학교 다님, 아버지 한청섭 오빠 한성우 언니 한선옥, 아버지와 오빠가 식량공작 살해, 언니도 토벌대에게 붙잡혀 화형, 한성희는 1933년 3월 김일성과 만나 사귀기 시작. 1935년 제2차 북만원정 때 영안현 이도구에서 만주군에 포로, 만주군 중대장 무연과의 후실로 들어감. 이후 무연광과 함께 요령성 영구시에 정착. 1973년 간암으로 사망했다. 무씨와 한씨 사이에는 딸 하나가 있다. - 한성희의 딱친구 김정순은 후에 김백문으로 개명하고 중국인 항일투사 이조린과 결혼하였다. 2005년에 사망했다. 한성희에 대한 증언자료들은 김정순이 말년에 직접 제공한 것이다 -
- 김혜순(1917~1994 후[2]): 김혜순이 조선족 순사와 결혼하면서 이별
- 김정숙
- 홍영숙(1923~?): 홍명희의 맏딸. 한국 전쟁 중 잠시 김일성과 결혼.
- 김성애
- 제갈순복: 김일성의 개인 안마사였다.
- 김송죽

## 김정일의 배우자 및 정인
- 홍일천(결혼,이혼)
- 성혜림(재혼,사별)
- 김영숙(삼혼)
- 고용희(사혼,사별)
- 김옥(오혼)
- 손희림:정인
- 우인희:정인
- 윤혜영:정인
- 홍영숙:정인
- 정혜순:정인

## 김정은의 배우자
- 리설주

## 같이 보기
- 조선민주주의인민공화국의 지도자 목록
- 대한민국의 대통령 배우자